# 서울 지장사 약사불도
지장사 약사불도(地藏寺 藥師佛圖)는 서울특별시 동작구 국립서울현충원 호국지장사에 있는, 여래좌상을 중심으로 협시보살과 청중들이 군도 형식으로 그려진 설법도이다. 1999년 5월 19일 서울특별시 문화재자료 제3호 지장사 능인보전 후불탱화(地藏寺 能仁寶殿 後佛幀畵)로 지정되었다가, 2009년 6월 4일 현재의 문화재 명칭으로 변경되었다.

## 개요
도상을 살펴보게 되면 화면의 중앙에 여래불과 2구의 협시보살상이 배치되고, 여래상의 두광 좌우에 아난존자와 가섭존자가 자리하고 있으며, 화면의 네 구석에 사천왕을 묘사하고 있는 형식이다. 여래상을 포함해 총 9위의 신상이 배치되는 형태로 군도 형식을 띠고는 있으나 단순한 횡렬구도로 묘사되어 허전한 느낌마저 들게 한다. 이와 같이 설법도의 형식을 띠면서도 인물상의 표현이 현격히 줄어드는 것은 19세기 중반 이후에 나타나는 현상이다.
본존인 여래불은 뾰족이 솟은 머리에 정상계주와 중앙계주가 표현되고 있으며, 가늘게 뜬눈에 입은 살짝 다물고 있는 방형의 얼굴로 묘사되고 있다. 여래불의 두광과 신광은 청색과 흰색으로 채색된 이중의 테두리와 그 안에 두광은 짙은 녹색, 신광은 원형의 모습으로 금빛을 발하고 있는 형태이다. 법의에 시문된 원문과 국화문은 형식화가 진전되어 간략화의 경향을 쉽게 살필 수 있다.

## 같이 보기
- 지장사 - 국립서울현충원 내에 소재한 사찰

## 참고 자료
- 서울 지장사 약사불도 - 국가유산청 국가유산포털

 본 문서에는 서울특별시에서 지식공유 프로젝트를 통해 퍼블릭 도메인으로 공개한 저작물을 기초로 작성된 내용이 포함되어 있습니다.